# Голдберг, Билл
Уи́льям Скотт Го́лдберг (англ. William Scott Goldberg; род. 27 декабря 1966, Талса, Оклахома), известный мононимно как Го́лдберг — американский рестлер, актёр, бывший игрок в американский футбол и комментатор смешанных боевых искусств. Наиболее известен своими выступлениями в World Championship Wrestling и WWE.
Голдберг — одна из самых популярных фигур конца 1990-х — начала 2000-х годов, ставших бумом рестлинга. Его считают одним из величайших и сильнейших рестлеров всех времён. Он считается изобретателем финишного приема «Гарпун» в рестлинге. Ему приписывают популяризацию и лучшее исполнение этого приёма. Он прославился в WCW благодаря продолжительной победной серии в одиночных матчах 1997—1998 годов. Голдберг стал самым высокооплачиваемым рестлером WCW и занимал лидирующие позиции в компании в качестве рестлера и публичного лица до тех пор, пока она не была продана WWE. За время работы в компании, он стал однократным чемпионом мира WCW в тяжёлом весе, двукратным чемпионом Соединённых Штатов WCW в тяжёлом весе и однократным командным чемпионом мира WCW вместе с Бретом Хартом. Вместе с Хартом он стал пятым обладателем Тройной короны WCW.
После закрытия WCW в 2001 году Голдберг выступал в All Japan Pro Wrestling (AJPW) с 2002 по 2003 год и в WWE — с 2003 по 2004 год, став в последней однократным чемпионом мира в тяжёлом весе. После 12 лет отсутствия в компании он вернулся в WWE в 2016 году. Он выиграл титул чемпиона Вселенной WWE в первый раз в марте 2017 года и во второй раз — в феврале 2020 года. Голдберг был хедлайнером многих шоу WCW и WWE, включая главное ежегодное шоу WCW Starrcade (в 1998 и 1999 годах), был хедлайнером Зала славы WWE в 2018 году и является пятикратным чемпионом мира. Голдберг — единственный человек в истории, который был чемпионом мира WCW в тяжёлом весе, чемпионом мира[чего?] в тяжёлом весе и чемпионом Вселенной WWE.
До того, как стать рестлером, Голдберг был игроком в американский футбол. После своего первого ухода из рестлинга в 2004 году он работал комментатором в промоушене смешанных единоборств EliteXC до его закрытия. С 2009 по 2011 год он вел 26 эпизодов программы «Гараж Махал» на канале DIY Network, а также снимался в различных фильмах и телешоу, в том числе «Универсальный солдат 2: Возвращение» (1999) и «Морская полиция: Лос-Анджелес».

## Ранняя жизнь
Голдберг родился 27 декабря 1966 года в городе Талса, Оклахома, США в еврейской семье. В детстве увлекался дельтапланеризмом. Вместе со своими братьями летал на акробатических самолётах. В 17 лет работал в баре вышибалой. Получил учёную степень в Университете Джорджии.

## Карьера в рестлинге

### World Championship Wrestling (1996—2001)

#### Тренировки и первые матчи (1996—1997)
Во время восстановления после НФЛ Голдберг начал заниматься пауэрлифтингом и смешанными единоборствами, когда его заметили Лекс Люгер и Стинг; оба убедили его попробовать рестлинг. Он не был поклонником рестлинга. Рассматривая его как альтернативу своей неудачной футбольной карьере, он начал тренироваться в WCW Power Plant.
В течение этой части карьеры Голдберг пять раз выступал под именем Билл Голд. Первое выступление состоялось в тёмном матче на Monday Nitro 23 июня 1997 года. Тогда он боролся против Бадди Ли Паркера и одержал победу. После этого он 24 июня выиграл ещё один матч, его противником был Бадди Ланделл. Его последнее выступление на пре-шоу состоялось в тёмном матче на Saturday Night 8 июля, когда он проиграл Чаду Форчуну.

#### Победная серия (1997—1998)
22 сентября 1997 года в эпизоде Nitro Голдберг победил Хью Морруса в своем дебютном матче. Вскоре после этого он начал одерживать быстрые победы в течение 1—2 минут. Новичок очаровывал фанатов своей чудовищной, но тихой харизмой, грубой силой и ловкостью, он перепрыгивал через канаты, выполнял высокие удары ногами и иногда делал сальто назад. Голдберг впервые появился на PPV-шоу на Halloween Havoc, помог Алексу Райту победить Стива Макмайкла, а затем получил от жены Макмайкла Дебры кольцо чемпиона Супербоула XX. После этого Голдберг напал на Райта. Нападение Голдберга на Макмайкла привело к поединку между ними в первом матче Голдберга на Starrcade, который он выиграл.

В начале 1998 года Голдберг победил Брэда Армстронга на SuperBrawl VIII и Перри Сатурна на Spring Stampede. К середине марта WCW перестала называть его полным именем, сократив его до просто Голдберг. Примерно в это же время WCW начала подсчитывать количество последовательных побед Голдберга на телевидении, и он продолжал подниматься по карьерной лестнице. Победа Голдберга над Сатурном стала его 74-й победой подряд без поражений. На следующий вечер на Nitro он бросил вызов Ворону в борьбе за титул чемпиона Соединённых Штатов WCW в тяжёлом весе, который Ворон завоевал накануне на Spring Stampede.
Со временем Голдберг стал непобедимым и поклонники стали вести учёт его рекордов. Фанаты с нетерпением ждали матча между Голдбергом и Халком Хоганом за титул чемпиона мира WCW в тяжёлом весе. Хоган тогда был единственным достойным рестлером, который смог бы побить рекорд Голдберга. Матч состоялся в родном городе Голдберга, Атланте, 6 июля 1998 года. Голдберг одержал в нем победу, при помощи своей традиционной комбинации приемов, и заполучив два пояса, стал самым знаменитым рестлером в мире, получив почётное звание PWI — Новичок Года.
На протяжении следующего года у Голдберга были противоречия с группировкой nWo и другими рестлерами, жаждавшими его титула. Наконец-то, Кевин Нэш с помощью Скотта Холла прервал счёт побед Голдберга и завладел титулом WCW. Тогда Голдберг сразу же решил вернуть титул мира, что приводило к частым стычкам с разными рестлерами из nWo. В течение одной из таких стычек Голдберг выбежал в парковочный лот и кулаком разбил окно машины. Окно получило незначительные повреждения, а  Голдбергу пришлось наложить почти 190 швов.  Порез чудом не задел важный нерв. Такая травма могла бы поставить карьеру Билла под большой вопрос. На полгода Голдберг выбыл из главных событий, снимаясь исключительно в рекламных роликах и интервью. Опровергнув все слухи о том, что он завершил свою карьеру, Голдберг вернулся на ринг в июне 2000 года, где фанаты встретили его овациями. После этого Голдберг снова принялся косить соперников.

### All Japan Pro Wrestling (2002—2003)
Голдберг получил травму руки во время гонки Toyota Pro/Celebrity Race на гран-при Лонг-Бич в апреле 2002 года. В августе 2002 года он вернулся на ринг в Японии. Сначала он присоединился к All Japan Pro Wrestling (AJPW), победив Сатоcи Кодзиму и Тайо Кеа. Затем в промоушне W-1 он победил Рика Штайнера и в команде с Кейдзи Муто победил КрониКов. Его успех в Японии заставил WWF, теперь уже переименованную в World Wrestling Entertainment, начать с ним переговоры о контракте.

### World Wrestling Entertainment (2003—2004)
Голдберг появился в WWE на RAW после PPV WrestleMania XIX, когда Рок праздновал свою победу над Стивом Остином. Голдберг вышел, сказал Року своё коронное «You’re next» и провел ему «гарпун». После этого Голдберг стал добиваться матча с Роком на PPV Backlash (2003). Рок сначала отказывался, но в конце концов согласился. Незадолго до PPV Backlash (2003) Голдберг напал на Рока во время его концерта в Атланте, но получил 5 ударов стулом. Наконец, на PPV Backlash (2003) состоялся бой Голдберга с Роком, в котором победил Голдберг, сделав Року два «гарпуна» и «молот» в конце. На следующий день Голдберг был гостем на передаче Криса Джерико «Hi-lite Reel», где их перебили Кристиан, Джамаль, Роузи, Рико и Стивен Ричардз. Они сказали, что не хотят видеть Голдберга в WWE, после этого Стивен Ричардз получил «гарпун», и все остальные ушли. В этот же день Джамаль, Роузи и Рико напали на Букера Ти во время его боя с Кристианом, но тут вышел Голдберг и остановил их. На следующем шоу Голдберг должен был драться с Кристианом, но вышли Джамаль, Роузи и Рико и напали на Билла. Когда он с ними справился, Кристиан ударил его стулом и убежал. На ринг вышел Стив Остин и назначил на следующее шоу бой Голдберга с Кристианом в стальной клетке. Этот бой выиграл Голдберг. После этого у Голдберга начался фьюд с Крисом Джерико. Голдберг сидел в лимузине, и в этот момент мимо проехала машина и выбила дверь лимузина, как оказалось за рулём был Ленс Шторм. Голдберг выиграл бой со Штормом, и тот сказал ему, что это была идея Джерико. Джерико позвал Голдберга специальным гостем на свою программу «Hi-lite Reel», где сказал, что хочет боя с Голдбергом на PPV Bad Blood (2003). Голдберг согласился, после чего Джерико брызнул ему чем-то в глаза из балончика и сделал «гарпун». После этого, на следующих выпусках, Голдберг пытался поймать Джерико, но тот подставил судью под «гарпун» и убежал. Наконец, на PPV Bad Blood (2003) состоялся бой Джерико против Голдберга, во время которого Голдберг получил травму плеча, но всё-таки победил.
Через несколько недель на RAW появился Игрок и сказал, что он непобедим, но тут заиграла музыка Голдберга. Он вышел и сказал Игроку: «You’re next». После этого начался фьюд Голдберга с Игроком. Генеральный менеджер RAW Эрик Бишофф назначил бой Голдберга с Игроком за титул чемпиона мира в тяжёлом весе на PPV SummerSlam (2003). Однако другой генеральный менеджер RAW Стив Остин понимал, что Эволюция (Рэнди Ортон, Рик Флэр, Игрок) помешает Голдбергу завоевать титул и вместо боя «Игрок против Голдберга» назначил бой Игрок против Голдберга против Кевина Нэша против Шона Майклза против Криса Джерико и Рэнди Ортона за титул чемпиона мира в тяжёлом весе в Elimination Chamber (клетка уничтожения). На последнем RAW перед PPV SummerSlam (2003) Голдберг случайно атаковал Кевина Нэша и в конце получил от него большую бомбу. В бою на PPV SummerSlam (2003) , Голдберг вышел последним, выбил из боя Рэнди Ортона, Шона Майклза, Криса Джерико и остался один на один с Игроком. Голдберг собирался делать Игроку свой коронный гарпун, но Рик Флэр кинул Игроку кувалду, и тот ударил ею Голдберга и удержал его. После этого на ринг вышла вся Эволюция, они приковали Голдберга к клетке и избили его. На следующий день на RAW Голдберг вышел и сказал Игроку, что он хочет боя за титул. Игрок вышел и согласился, но сказал, что это будет бой титул против карьеры. Таким образом, если Голдберг проигрывает бой, его карьера завершена. Бой назначили на PPV Unforgiven (2003). До него, на RAW, Игрок и Голдберг сталкивались между собой. На PPV Unforgiven (2003) Голдберг победил Игрока и стал новым чемпионом в тяжёлом весе. После этого Игрок назначил награду в 100 тыс. долларов тому, кто сможет побить Билла. На Голдберга нахлынула толпа рестлеров. Они нападали на него за кулисами, а на ринге Голдберг с Шоном Майклзом противостоял Эволюции. Эрик Бишофф назначил бой Голдберга против Майклза за титул, но в бой вмешался Батиста и повредил Голдбергу ногу, таким образом, получив 100 тыс. от Игрока и став новым членом Эволюции. На PPV Survivor Series (2003) Голдберг защитил свой титул от Игрока. После этого во вражду Голдберга с Игроком вмешивается Кейн. Бишофф назначает бой на PPV Armageddon (2003) бой Голдберг против Игрока против Каина за титул. Бой выиграл Игрок при помощи Эволюции, которая оттащила Каина от ринга, пока Игрок удерживал Билла.
На некоторое время Голдберг исчез из рестлинга, но вскоре вернулся и заявил, что он добьётся участия на PPV Королевская битва (2004), выиграет её и будет биться с Игроком за свой титул на PPV WrestleMania XX. Он выиграл бои у Мэтта Харди, Теста и Скота Штайнера. А потом выиграл мини-королевскую битву на RAW, которая позволила ему выйти на Королевскую битву под номером 30. Перед боем Голдберг провёл недружелюбный диалог с Броком Леснаром. Во время Королевской битвы Голдберг раскидал всех рестлеров по углам, выкинул несколько человек за пределы ринга и собирался провести молот на Биг Шоу, но тут появился Брок Леснар и сделал Голдбергу F5, после чего Курт Энгл выкинул Голдберга. Так Голдберг переключил внимание на Леснара. Вскоре, на PPV No Way Out (2004), во время боя Леснара с Эдди Герреро за титул чемпиона WWE, Голдберг выбежал на ринг и сделал Леснару гарпун. После этого Герреро выиграл у Леснара титул. Леснар стал добиваться от Винса Макмэна боя против Голдберга на PPV WrestleMania XX. Винс не знал, что ответить, но Стив Остин убедил его назначить бой, и сделать его, Остина, специальным судьёй. На PPV WrestleMania XX состоялся бой, который выиграл Голдберг после гарпуна и молота. Интересные события развернулись после боя. Голдберг ушёл с ринга, а Леснар встал и показал средние пальцы болельщикам, а потом Остину и получил от него станнер. На ринг вернулся Голдберг, и они с Остином стали пить пиво, затем Остин неожиданно провёл Голдбергу станнер, возможно вернув этим самым должок Биллу (тот случайно загарпунил Остина во время сегмента с Винсом Макмэном и Полом Хэйманом на одном из выпусков Raw). Это был последний бой Билла Голдберга в World Wrestling Entertaiment.

### Возвращение в WWE

#### Чемпионство вселенной WWE (2016—2017)
В последние пару лет[уточнить] в сети активно циркулировали слухи о возможном возвращении Билла в компанию. Позднее 31 мая, 2016 года было объявлено, что Голдберг станет одним из бонусных персонажей очередной игры из серии WWE2K17, позднее на Raw был показан промо-ролик к игре с участием Билла. Однако после этого несколько месяцев ничего не было слышно, ходили слухи, что Голдберг может появиться на PPV SummerSlam, но этого не произошло. Позднее во время промо-кампании к игре WWE2K17 Билл заверил фанатов, что он готов вернуться на ринг, если его позовут в компанию.
В октябре, на передаче ESPN, Джонатан Коучмэн проводил интервью с Голдбергом. Коучмэн задал вопрос Биллу о том, с кем бы тот хотел поработать, если бы решил вернуться на ринг. Голдберг заявил, что он многим ещё не надрал зад в бизнесе. Однако было бы несправедливо не упомянуть, что Билл так и не дал реванш Броку Леснару за проигранный бой на Wrestlemania 20. 10 октября на выпуске Raw был показан именно этот отрывок из интервью. Пол Хэйман вышел на ринг и в своём промо бросил вызов Голдбергу на бой с Броком Леснаром. Неделей позже произошло долгожданное возвращение Голдберга. Билл впервые за 12 лет ступил на ринг WWE, В своём обращении к публике, он сказал, что может надрать ещё один зад и принял вызов Леснара, объявив что Брок будет не просто следующим, он будет последним. Бой был анонсирован на PPV Survivor Series.
24 октября на Raw Брок Леснар и Пол Хэйман дразнили Голдберга предстоящим боем и кидали остроты в его адрес. 31 октября Голдберг вышел на ринг, чтобы прокомментировать заявления своего оппонента, но его прервал Пол Хэйман, который вышел на ринг, чтобы ещё подразнить Голдберга, объявив о якобы присутствующим на шоу Броке Леснаре. Однако это был обман и вместо Леснара вышел Русев. Он начал также унижать Билла, после коротких наездов со стороны Русева, тот пытался напасть на Билла, но Голдберг сразу отбился от Русева, проведя ему джэкхаммер и после загарпунив в придачу Хэймана. На последнем Raw перед Survivor Series, Голдберг и Леснар встретились лицом к лицу с охраной поперёк ринга, после оскорблений в адрес семьи Билла, тот раскидал всю охрану и готов был надрать зад Леснару, но Брок не решился лезть на ринг.
На PPV Survivor Series, Голдберг победил Брока Леснара за 1 минуту 26 секунд, проведя ему два гарпуна подряд и коронный джэкхаммер, это был шок для вселенной WWE. Голдберг стал вторым человеком наряду с Джоном Синой, кто побеждал Леснара дважды на двух разных PPV. На следующем Raw, Билл заявил, что он сделал то, о чём говорил, вернулся и завоевал зверя, и что всё хорошее когда-нибудь заканчивается, намекнув на свой уход. Позже он коснулся темы о разговоре за кулисами со Стэфани Макмэн, о том, что Стэфани предложила Голдбергу побороться за чемпионский титул, а дорога к титулу лежит через победу на Royal Rumble. Таким образом Билл анонсировал своё участие на Королевской битве 2017. Позднее Пол Хэйман заявил, что они с Броком облажались, недооценив Голдберга, посчитав того реликтом из прошлого. Брок унижен и хочет доказать, что произошедшее на Survivor Series было случайностью. Хэйман также объявил, что Леснар примет участие в Королевской битве, чтобы там поквитаться с Голдбергом.
На Raw, 2 января Голдберг появился в качестве гостя на шоу Кевина Оуэнса в компании с Крисом Джерико. Раскидав весь инвентарь на ринге, Голдберг начал бодаться с Оуэнсом, на ринг вышел Роман Рэйнс и заявил, что Оуэнс с Джерико ничего не выиграют на Королевской битве. Их прервал Браун Строуман, заявив, что именно он победит в матче Королевской битвы. Голдберг и Рейнс провели двойной гарпун Строуману, и, посмотрев друг на друга, разошлись.
Голдберг также появился на Raw 23 января, на ринге он встретился лицом к лицу с Леснаром. Впервые после Survivor Series, их стычку внезапным появлением прервал Гробовщик, который также был заявлен на участие в Королевской битве. В матче Королевской битвы, Билл вышел под 28 номером, на ринге его ждал Леснар, Голдберг выбил его из матча буквально за 20 секунд, тем самым дважды унизив его. Во время матча ему удалось элиминировать Русева и Люка Харпера, прежде чем его выбил Гробовщик.
На следующем Raw Леснар вызвал Голдберга на последний матч-реванш в рамках Wrestlemania 33. Неделю спустя Голдберг вышел на ринг, прервав сегмент Кевина Оуэнса и Криса Джерико, сказав, что он не из тех, кто убегает от драки и принял вызов Брока на матч-реванш. Кевин похвалил Билла за его смелое решение, но отметил, что они с Крисом станут мэйн-ивенторами и именно их бой будет закрывать шоу Wrestlemania 33. После словесных баданий, Голдберг предложил Оуэнсу защитить свой титул против него на PPV Fastlane. В разговор вмешался Крис Джерико и после дерзкой выходки Голдберга в его адрес, объявил, что если Билл хочет матч за титул, то он его получит. Таким образом Крис вопреки желанию своего друга назначил бой Голдбергу против Оуэнса за титул чемпиона вселенной на PPV Fastlane.
На Fastlane 2017 Голдберг победил Кевина Оуэнса за 22 секунды и стал новым чемпионом вселенной.
На Raw, 7 марта, Голдберг появился на ринге в качестве Чемпиона Вселенной. Билл поблагодарил фанатов за их поддержку, вскоре его перебил Пол Хэйман, вышедший на рампу в компании Брока Леснара. Хэйман сказал, что Брок рад тому, что Голдберг стал чемпионом, поскольку после победы на Wrestlemania, он станет новым чемпионом вселенной, после оскорбительного промо в адрес Голдберга, Брок внезапно схватил Билла и провёл ему F-5. На последнем Raw перед Wrestlemania, Голдберг снова пересёкся с Леснаром и в очередной раз вырубил Брока гарпуном.
На Wrestlemania 33, Брок Леснар победил Голдберга и стал новым чемпионом вселенной WWE, бой длился около 5 минут. Таким образом это было первое чистое поражение Билла в одиночном бою на PPV. На Raw, 3 апреля, после основного шоу, выйдя на ринг, попрощался с фанатами и покинул WWE, так как его контракт с компанией закончился.

#### Зал славы WWE

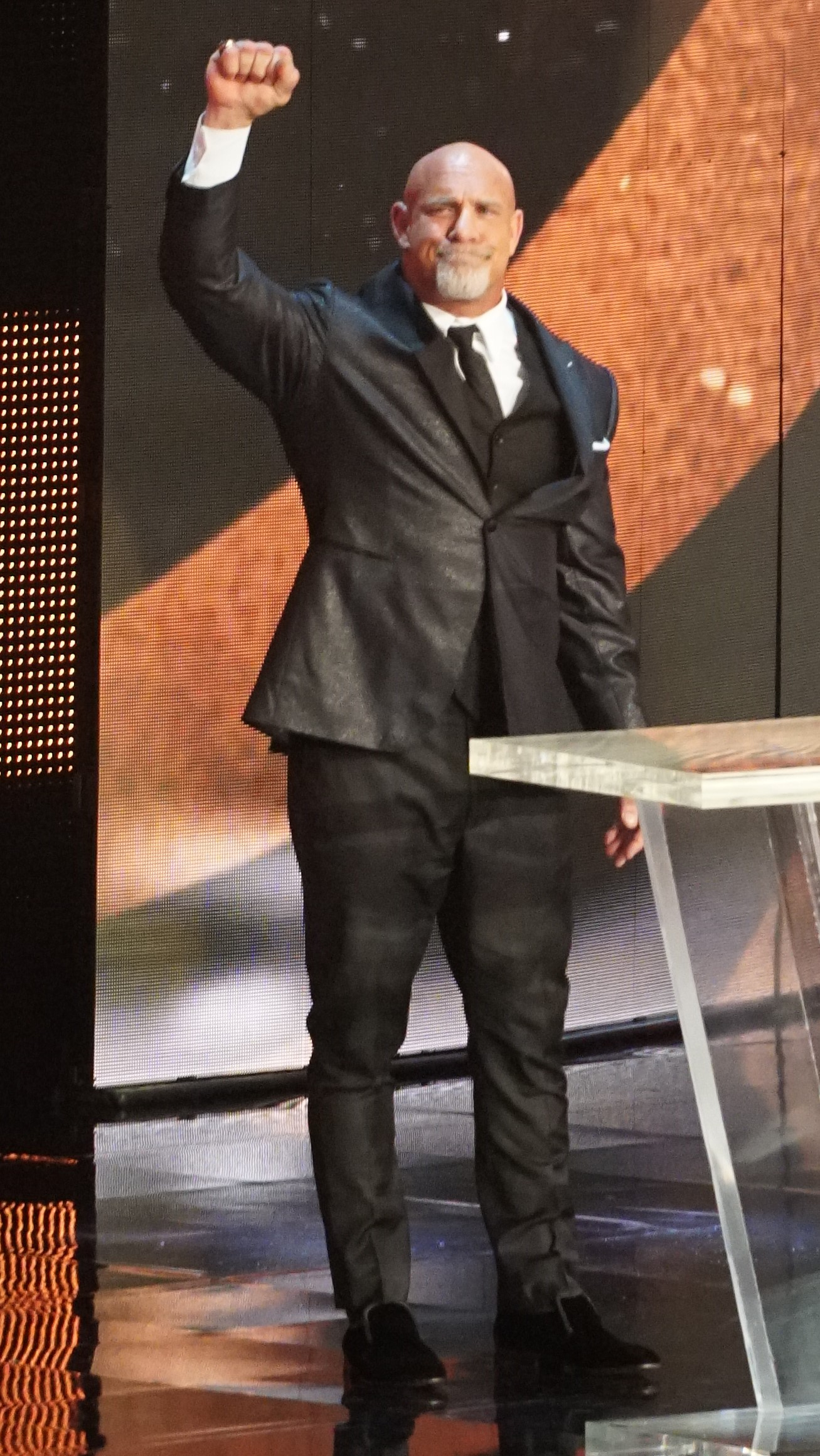
В 2018-м году.

В январе 2018 года компания World Wrestling Entertainment объявила, что Голдберг будет введён в Зал славы WWE 6 апреля 2018 года, перед шоу Wrestlemania 34.

## Личная жизнь
Родители Уильяма разведены. Мать Голдберга, Этель — виолончелистка. Его отец Джед — выпускник Гарвардского университета, был акушером-гинекологом. Джед умер в конце 2006. В дополнение к виолончели Этель разводит цветы и даже удостоена премии за гибридную орхидею, которую она назвала в честь Голдберга. Билл иудейского вероисповедания. Среди его прадедов был русско-еврейский иммигрант и румыно-еврейский иммигрант из Бухареста, последний из которых приехал в США через пункт приёма на острове Эллис. Бар-мицва Голдберга состоялась в Храме Израиль в Талсе.
Его брат, Майкл, владеет компанией по аренде транспортных самолётов и музыкальным клубом в Аспене. Его сестра Барбара занимается выездкой лошадей. Его брат Стивен имеет несколько ресторанов в Сан-Диего, Калифорния и Аспен, Колорадо.
10 апреля 2005 года Билл Голдберг женился на Ванде Ферратон. 10 мая 2006 года у них родился сын, его назвали Гейдж.

## Фильмография
| Год       | Фильм                                 | Оригинальное название         | Роль                                                    |
| --------- | ------------------------------------- | ----------------------------- | ------------------------------------------------------- |
| 1994      | «Высшая лига II»                      | Major League II               | партнёр героя Омара Эппса по съёмкам в боевике (эпизод) |
| 1999      | «История Джесси Вентуры»              | The Jesse Ventura Story       | Люгер                                                   |
| 1999      | «Универсальный солдат 2: Возвращение» | Universal Soldier: The Return | Ромео                                                   |
| 2000      | «К бою готовы»                        | Ready to Rumble               | в роли самого себя                                      |
| 2003      | «Луни Тюнз: Снова в деле»             | Looney Tunes: Back in Action  | Мистер Смит                                             |
| 2005      | «Всё или ничего»                      | The Longest Yard              | Джой Баттл                                              |
| 2005      | «Санта-киллер»                        | Santa’s Slay                  | Санта-Клаус                                             |
| 2005      | «Парень и я»                          | The Kid & I                   | в роли самого себя                                      |
| 2007      | «Ни жив ни мёртв 2»                   | Half Past Dead 2              | Уильям Бёрк                                             |
| 2010      | «Небесный форсаж»                     | Kill Speed                    | Big Bad John                                            |
| 2017      | «Контрольная точка»                   | Check Point                   | TJ                                                      |
| 2017      | «Американский дьявол»                 | American Satan                | Hawk                                                    |
| 2018      | «Флэш»                                | The Flash                     | Великан                                                 |
| 2018—2020 | «Морская полиция: Лос-Анджелес»       | NCIS: Los Angeles             | Лэнс Гамильтон                                          |
| 2019      | «Обученные»                           | Schooled                      | Эпизод «Friendsgiving»                                  |

## Титулы и достижения
- Pro Wrestling Illustrated
  - Возвращение года (2016)[20];
  - Вдохновляющий рестлер года (1998)[20];
  - Новичок года (1998)[20];
  - № 2 в топ 500 рестлеров в рейтинге PWI 500 в 1998[21];
  - № 39 в топ 500 рестлеров в рейтинге PWI Years в 2003.
- World Championship Wrestling
  - Чемпион мира в тяжёлом весе WCW (2 раза);
  - Чемпион Соединённых Штатов WCW в тяжёлом весе (2 раза);
  - Командный чемпион мира WCW — с Бретом Хартом;
  - Пятый Чемпион Тройной Короны WCW.
- World Wrestling Entertainment/WWE
  - Чемпион мира в тяжёлом весе (1 раз);
  - Чемпион Вселенной WWE (2 раза);
  - Зал славы WWE (2018)[22].
- Wrestling Observer Newsletter
  - Новичок года (1998)[23].